# In igen och ut igen!
In igen och ut igen! (originaltitel: Pardon Us) är en amerikansk komedifilm med Helan och Halvan från 1931 i regi av James Parrott. Detta är komikerduon Helan och Halvans första långfilm.

## Handling
Helan och Halvan kastas i fängelse efter att ha sålt hembryggt öl till en polis av misstag. Under vistelsen i fängelse har Halvan problem med en lös tand som surrar så fort han pratar. De lyckas rymma, men trots deras smidiga utklädnad hamnar de i fängelse igen.

## Om filmen

### Bakgrund
Filmen är en parodi på dramafilmen The Big House som utkom 1930 och spelades in samma år.
Filmen var från början tänkt att heta Their First Mistake. Denna titel kom dock att användas i en kortfilm med duon istället; Helan och Halvan som barnjungfrur som utkom 1932.
Scenen med tandläkaren är hämtad från duons tidigare kortfilm Lev livet leende från 1928.

### Alternativa versioner
Det finns två originalversioner av filmen. En originalversion från 1931 på 56 minuter, och en oklippt version på 70 minuter. När filmen gavs ut på DVD i Storbritannien 2004 användes den oklippta versionen. Den klassiska klippningen på 56 minuter har getts ut på DVD i Nederländerna och Tyskland.
När filmen lanserades i Storbritannien, gick den under titeln Jailbirds.
Filmen spelades även in i versioner på tyska, spanska, franska och italienska, där Laurel och Hardy själva talar de respektive språken. Versionerna på franska och italienska har gått förlorade, medan den tyska versionen återstår endast 2 minuter av filmens ursprungliga längd på 65 minuter. Dessa klipp återhittades i Köpenhamn 1999. Den spanska versionen finns helt bevarad och har givits ut på DVD.

### Svenska visningar
Filmen hade svensk premiär den 25 april 1932 på biograferna Piccadilly och Rialto i Stockholm.
Utöver sin svenska premiärtitel har filmen också visats med titlarna Helan och Halvan skakar galler (1950), Helan och Halvan på rymmarstråt (1952), Helan och Halvan i toppform (1968) och Gallerskakaren (1976). Vid den svenska biopremiären 1932 hade filmen en åldersgräns på 15 år, men är sedan 1968 barntillåten.
Filmen har även visats några gånger i svensk TV, bland annat 1970 och 1982 i TV2.

## Rollista (i urval)
- Stan Laurel – Stan (Halvan)
- Oliver Hardy – Ollie (Helan)
- June Marlowe – fängelsedirektörens dotter
- Wilfred Lucas – fängelsedirektören
- James Finlayson – fängelseläraren
- Walter Long – "The Tiger"
- Tiny Sandford – polisofficer
- Charlie Hall – tandläkarassistent, varubud
- Harry Bernard – receptionist
- Gordon Douglas – maskinskrivare
- Sam Lufkin – fångvaktare
- Charley Rogers – fånge
- Jack Hill – fånge
- Leo Willis – fånge
- Bobby Dunn – fånge
- Eddie Dunn – fånge
- Bob Kortman – fånge
- Baldwin Cooke – fånge
- James Parrott – fånge
- Hal Roach – fånge
- Bobby Burns – fånge med tandvärk
- Eddie Baker – övervakaren på bomullsplantagen[1]